# Isoetes saracochensis
Isoetes saracochensis är en kärlväxtart som beskrevs av Hickey. Isoetes saracochensis ingår i släktet braxengräs, och familjen Isoetaceae. Inga underarter finns listade i Catalogue of Life.